# Arnoglossus debilis
Arnoglossus debilis är en fiskart som först beskrevs av Gilbert, 1905.  Arnoglossus debilis ingår i släktet Arnoglossus och familjen tungevarsfiskar. Inga underarter finns listade i Catalogue of Life.

## Bildgalleri

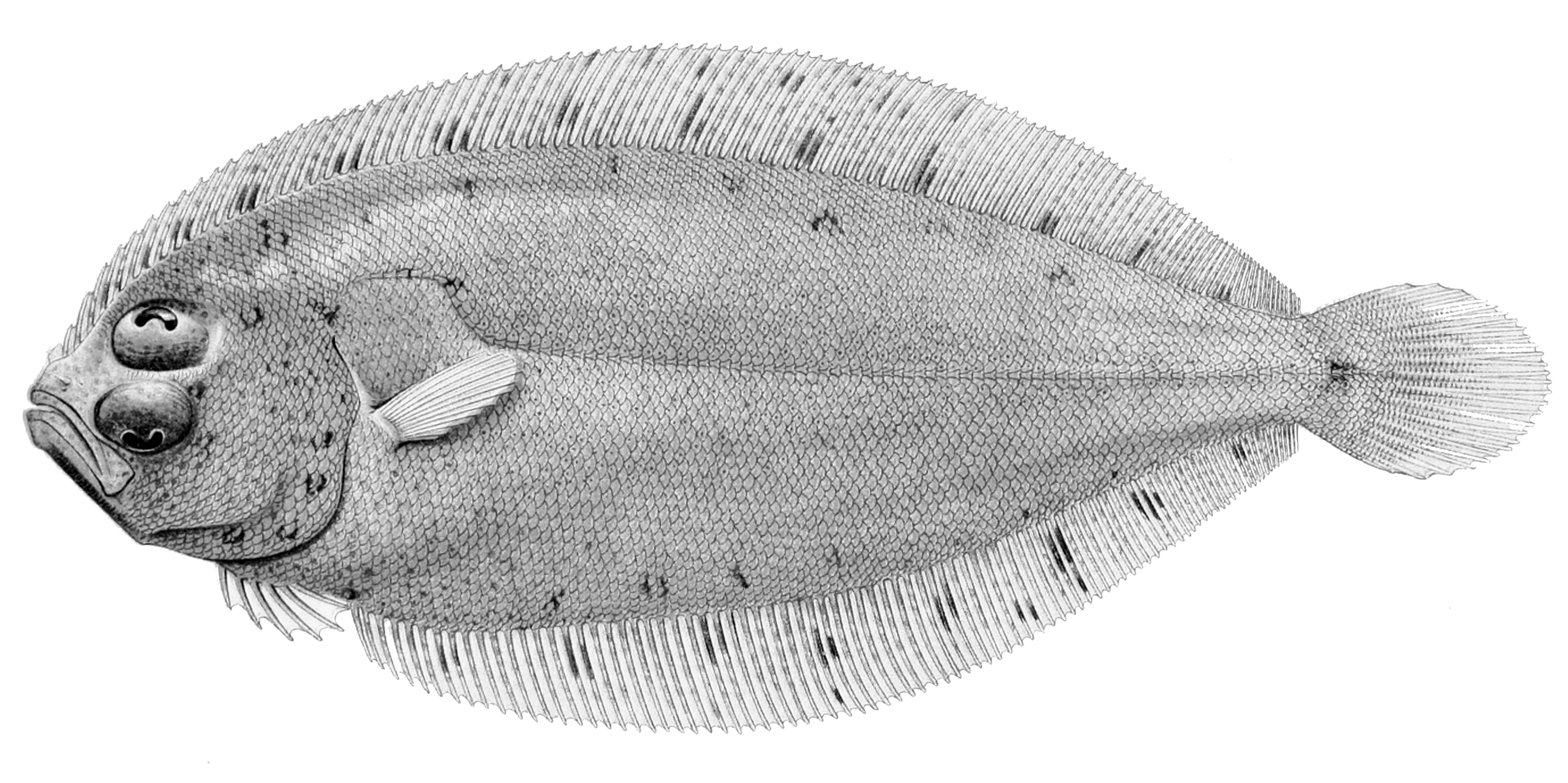